# Stanisław Syrewicz
Stanisław Syrewicz, auch Stanislas Syrewicz (* 22. August 1946 in Asow, Sowjetunion), ist ein polnischer Komponist und Theaterregisseur.

## Leben
Stanisław Syrewicz wurde als Sohn einer polnischen Familie in Asow, Sowjetunion, geboren. Die Eltern waren Kriegsflüchtlinge, die anschließend über Lemberg nach Łódź, Polen, zurückkehrten, wo er aufwuchs. Er studierte Musik an der Fryderyk-Chopin-Universität für Musik in Warschau und anschließend Theaterregie an der Aleksander-Zelwerowicz-Theaterakademie Warschau. Ab Mitte der 1970er Jahre inszenierte und komponierte Syrewicz über 30 Theaterproduktionen und wurde vereinzelt auch für das Fernsehen engagiert. Dabei arbeitete er mit bekannten Regisseuren, Schauspielern und Musikern wie Zygmunt Hübner, Adam Hanuszkiewicz, Marek Kondrat, Daniel Olbrychski, Piotr Fronczewski, Jerzy Stuhr und Maryla Rodowicz zusammen.
Bei der polnisch-britischen Koproduktion der Fernsehserie Sherlock Holmes and Doctor Watson verließ Syrewicz das Land, um die Musik zu komponieren. Als infolge der Solidarność-Bewegung das Kriegsrecht in Polen verhängt wurde, entschied er sich, mit seiner Familie in Paris zu bleiben. Er fand relativ schnell Arbeit, als Chris Blackwell, Gründer von Island Records, ihn 1982 unter Vertrag nahm. In der Folge produzierte er Musik für Yves Montand, Josep Carreras, Diane Keaton und Marianne Faithfull und arbeitete mit Liedtextern wie Norman Gimbel (Killing Me Softly), Don Black (Sunset Boulevard) und Etienne Roda-Gill (Joe le Taxi) zusammen.
Dennoch blieb er der Filmkomposition treu und schrieb Musik für die Filme von John Frankenheimer, Jerzy Skolimowski, Ken Russell und Andrzej Żuławski.
Als Polen beim Eurovision Song Contest 1994 zum ersten Mal teilnahm, war Syrewicz als Musiker für den Song To nie ja! der Sängerin Edyta Górniak dabei. Am Ende belegten sie Platz zwei, hinter Irland. Das 1995 veröffentlichte Album The Choir – Music From The Bbc Tv Series wurde im UK mit einer Goldenen Schallplatte ausgezeichnet.
Mit der Produktionsdesignerin Katarzyna Lengren hat er eine gemeinsame Tochter, die Journalistin Klara Syrewicz.

## Filmografie (Auswahl)
- 1980: Sherlock Holmes and Doctor Watson (Fernsehserie)
- 1985: Der 4 1/2 Billionen Dollar Vertrag (The Holcroft Covenant)
- 1985: Liebe und Gewalt (L’Amour braque)
- 1986: Der Biggels-Effekt (Biggles: Adventures in Time)
- 1988: Der Biss der Schlangenfrau (The Lair of the White Worm)
- 1991: Handlanger des Todes – Die Geschichte der Helene M. (A Woman at War)
- 1992: Liebe nicht inbegriffen (Paper Marriage)
- 1992: Stalin
- 1993: Frauen in Angst (Le violeur impuni)
- 1993: Yankee Zulu
- 1995: David Balfour: Zwischen Freiheit und Tod (Kidnapped)
- 1996: Allzu laute Einsamkeit (Une trop bruyante solitude)
- 1997: Shooting Fish
- 1998: Schuld und Sühne (Crime and Punishment)
- 2000: Der Prinz und der Bettelknabe (The Prince and the Pauper)
- 2001: Nora – Die leidenschaftliche Liebe von James Joyce (Nora)
- 2002: Extreme Ops
- 2002: Schiffbrüchig (Stranded)
- 2005: Geliebte Lügen (Separate Lies)
- 2007: Dschihad in der City (Britz)